# Nicolas Aubriot
Nicolas Aubriot est un footballeur français né le 27 septembre 1984 à Saint-Pol-sur-Ternoise.
Il mesure 1,68 m et joue au poste de défenseur à AS Cherbourg.

## Biographie
Natif de Saint-Pol-sur-Ternoise et originaire de Blangy-sur-Ternoise, c'est à Hesdin qu'il commencera le football à l'âge de 6 ans en 1990 avant de partir au Lille OSC en 1999. Nicolas Aubriot a joué 39 matchs en Ligue 2 sous les couleurs de Gueugnon.

## Carrière
- 1999-2004 : Lille OSC  France
- 2004-2007 : FC Gueugnon  France
- depuis 2007 : AS Cherbourg  France

## Statistiques
- 39 matchs et 0 but en Ligue 2
- 125 matchs et 5 but en National